# Shigeto Tsuru
Shigeto Tsuru (都留 重人, Tsuru Shigeto, 6 de março de 1912 - 5 de Fevereiro de 2006) foi um renomado economista político japonês.
Tsuru obteve o título de Doutor na Universidade de Harvard em 1940. Tsuru trabalhou no Ministério das Relações Exteriores como assessor econômico do Setor Econômico e Científico do Comandante Supremo das Forças Aliadas, e durante o governo de coalizão socialista de 1947-1948 foi Vice-Ministro do Conselho de Estabilização Económica (com a idade de 35 anos) . Após a ascendência conservadora eleitoral tornou-se presidente da Hitotsubashi University e serviu como conselheiro editorial no Asahi Shimbun. Em 1985, recebeu diploma honorário da Universidade de Harvard.
Um primo de destaque contemporâneo seu foi Kiso Tsuru, médico e humanitário que viveu no México maior parte de sua vida.

## Produção acadêmica
- "Sobre os esquemas de reprodução" de 1942, em Paul Sweezy Teoria, do Desenvolvimento Capitalista
- O Capitalismo mudou? um simpósio internacional sobre a natureza do capitalismo contemporâneo, (Iwanami, 1961).
- Perturbação Ambiental: Anais do Simpósio Internacional, março de 1970, Tóquio, (International Social Science Council, 1970).
- Problemas de crescimento e de recursos relacionados ao Japão: Anais da VI Sessão do V Congresso da Associação Econômica Internacional, realizada em Tóquio, Japão, (Macmillan, 1978).
- A economia política do meio ambiente: O caso do Japão. Londres: Athlone, 1999.
- Rumo a uma Nova Economia Política, 1976.
- Institucional Economics Revisited, 1993
- Capitalismo do Japão: a derrota criativa e além dela, 1993